# Casa Cuyàs (Cardedeu)
La Casa Cuyàs és una obra de Cardedeu (Vallès Oriental) protegida com a Bé Cultural d'Interès Local.

## Descripció
Edifici entre mitgeres de planta rectangular, amb pati posterior, planta baixa, dos pisos i coberta de dos aiguavessos de teula àrab sobre una estructura de fusta. La façana principal té dos eixos de composició vertical. A la planta baixa hi ha una finestra rectangular protegida per una reixa de ferro i, al seu costat, un gran portal d'arc a nivell amb un emmarcament de pedra. Al seu interior se situa la porta d'accés principal, d'arc rebaixat i enretirada respecte del pla de la façana, de manera que queda protegida a l'interior del portal. Als pisos superiors hi ha quatre obertures més, totes elles rectangulars, amb emmarcaments senzills i persianes de llibret de fusta. Les de l'extrem esquerre constitueixen finestres, mentre que les altres dues són obertures balconeres: la del primer pis dona a un balcó individual amb una llosana de pedra i baranes de ferro, mentre que la del nivell superior és un balcó ampitador lleugerament volat. Remata la façana el voladís de la teulada, sostingut per cabirons de fusta.
El parament de la façana principal és arrebossat i pintat. A la part posterior hi ha diversos volums complementaris, així com un terrat al segon pis.

## Història
L'edifici segurament es va construir vers l'any 1848. El 1900 va ser reformat per encàrrec d'Enriqueta Cuyàs Galceran. Les obres van incloure la reforma de la planta baixa, l'obertura de dos balcons i un petit aixecament de la coberta.